# Димитър Сугарев
 Тази статия е за гръцкия революционер.  За българския спортист и общественик вижте Димитър Сугарев (спортист).  
Димитър Сугарев (на гръцки: Δημήτριος Σούγκαρης) е гръцки революционер, участник в Гръцката война за независимост.

## Биография
Роден е в 1778 година в южномакедонското българско село Катраница, Кайлярско, тогава в Османската империя, днес Пирги, Гърция.